# La Bataille de Champigny
Cet article concerne le tableau panoramique représentant cette bataille de la guerre franco-allemande de 1870. Pour l'article sur la bataille elle-même, voir Bataille de Champigny.

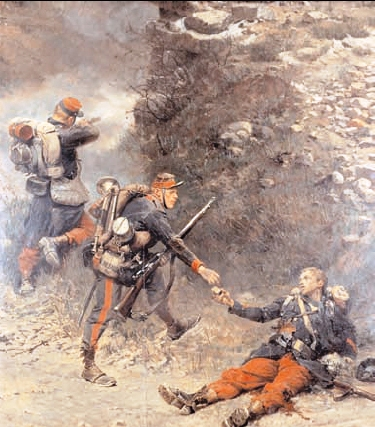
Le fond de la giberne, fragment de La Bataille de Champigny, où se rejoignent le travail d'Édouard Detaille et d'Alphonse de Neuville.

La Bataille de Champigny est un panorama peint par Alphonse de Neuville et Édouard Detaille entre 1880 et 1882. Huile sur toile de 120 mètres de long pour 15 de haut, elle représente une phase de la bataille de Champigny (29 novembre–3 décembre 1870) — l'attaque allemande du 2 décembre et la reprise par les Français des positions perdues — lors de la guerre franco-prussienne de 1870. Alphonse de Neuville (1835-1885) et Édouard Detaille (1848-1912), tous deux anciens combattants de cette guerre, Detaille ayant aussi participé à la bataille de Champigny, en ont peint les thèmes principaux tandis que des petites mains réaliseront les fonds (campagne, sol, ciel...). Après son exposition dans des rotondes à Paris et à Vienne, la toile fut découpée en 1892 par Detaille pour en extraire 65 fragments qui seront vendus aux enchères. On retrouve plusieurs de ces fragments dans différents musées français, dont une dizaine au musée de l'Armée à Paris.

## Histoire

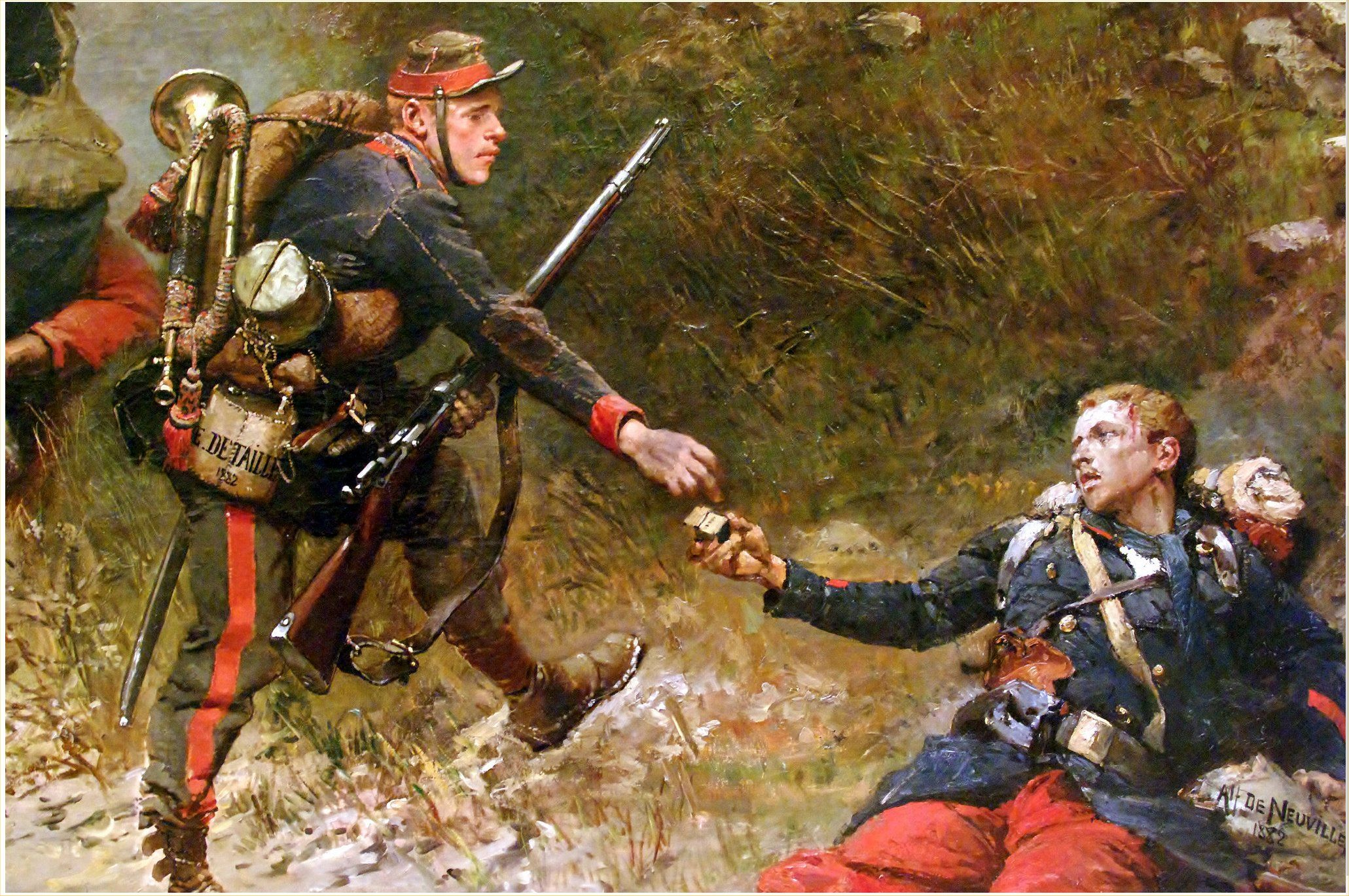
Les signatures d'Édouard Detaille et Alphonse de Neuville.

Édouard Detaille était à l'origine du projet (comme de celui du panorama de La Bataille de Rezonville, sur une autre bataille de la même guerre) et le proposera à la société du Panorama national pour l'inauguration de sa rotonde, au 5 rue de Berri, à côté des Champs-Élysées, à Paris,, 4e salle de panorama ouverte alors dans la capitale (un précédent dénommé Panorama national avait existé dans ce qui est l'actuel théâtre du Rond-Point, près des Champs-Élysées à Paris). Detaille s'associe alors avec Alphonse de Neuville et le panorama est peint entre 1880 et 1882. La vue correspond à celle depuis le plateau du Signal, une hauteur au nord du village de Champigny, à l'est de Paris. Le catalogue vendu sur place précise que l'action représentée est celle du 2 décembre au matin, vers 11 heures alors que les troupes françaises ont repoussé deux attaques allemandes et en subissent une troisième. Si les scènes sont réalistes et plusieurs réelles, leur simultanéité est une simplification. Chaque artiste s'est réparti une moitié du panorama, leurs parties respectives se rejoignant avec la scène dite du Fond de la Giberne où un clairon, peint par Édouard Detaille, tend le bras à un soldat blessé, peint par Alphonse de Neuville, qui lui donne ses cartouches, les deux peintres ont signé le panorama au bas de cette scène.
La Bataille de Champigny est exposée à la Rotonde du Panorama national à partir de mai 1882 et jusqu'en 1887, année où elle y est remplacée par le panorama de la bataille de Rezonville,. Elle est ensuite exposée à Vienne jusqu'en 1891.

Vue globale de La Bataille de Champigny, telle que représentée dans le livret descriptif vendu aux visiteurs du panorama.

La peinture militaire est très en vogue sous la IIIe République, marquée par le patriotisme et l'esprit de revanche et les panoramas connaissent un fort succès en Europe dans les années 1880, plusieurs capitales possédant alors des rotondes pour les exposer. Mais le déclin du gout des spectateurs pour ce type d'attraction et les prémices du cinéma, vont entrainer la disparition ou la restructuration de ces rotondes. Difficile à exposer ailleurs et à conserver, certains panoramas vont être détruits mais celui de la bataille de Champigny, vu son succès passé, sera vendu par morceaux, (celui de la bataille de Rezonville également). Dix ans après sa création, il est découpé par Detaille (de Neuville est mort quelques années plus tôt) en 65 fragments,. Pour un meilleur succès de cette vente, la découpe privilégie l'autonomie narrative des scènes militaires aux dépens des paysages, moins vendeurs. Detaille signera les fragments qu'il avait peints tandis que ceux peints par de Neuville se verront apposer la signature du disparu en fac-similé. Environ les deux tiers de ces fragments seront proposés lors d'une vente aux enchères le 13 mai 1892 à la galerie Georges Petit à Paris, alors un des galeristes les plus réputés de Paris. Le reste sera vendu aux enchères deux ans plus tard, le 16 juin 1896, en même temps que la vente des fragments du panorama de la bataille de Rezonville toujours dans la galerie Georges Petit. On peut aujourd'hui se faire une idée de l'intégralité du panorama au travers de gravures, publiées dans la presse dans les années 1880-1890.

## Fragments
Le musée de l'Armée, aux Invalides à Paris, possède une dizaine de fragments de La Bataille de Champigny, le musée municipal de Sedan au château de Sedan en possède cinq. Plusieurs musées français en possèdent un dont le musée Carnavalet, le musée de la Cour d'Or à Metz, le musée des beaux-arts de Nantes, le musée de la Guerre de 1870 et de l'Annexion à Gravelotte (Moselle), le musée de Grenoble, le musée d'Orsay (en dépôt au musée Anne-de-Beaujeu à Moulins), le musée des beaux-arts de Quimper, le musée municipal de Saint-Germain-en-Laye, le château de Versailles mais également l'hôtel de ville de Vichy.
De nombreux fragments ont fait partie de la collection de Christopher Forbes (en), passionné par le Second empire, et fils de Malcolm Forbes (1919-1990), milliardaire américain et fondateur du magazine éponyme. La plupart est présentée lors d'une vente aux enchères chez Sotheby's en 2012.
Ces fragments sont de dimensions très variées, aussi bien en hauteur qu'en largeur. Le Four à chaux, la plus grande pièce, à une largeur de plus de 9 mètres, alors que les plus petits fragments ont une largeur de moins d'un mètre.

### Vente de 1892
La numérotation ci-dessous reprend la numérotation du catalogue original lors de la vente du 13 mai 1892 de même que les descriptions données sur quelques fragments
- 1. Le Fond de la Giberne - Le fantassin blessé (par de Neuville) - Le clairon de mobiles (par Detaille) (haut. 2,93 m, larg. 2,59 m)[9], au musée de l'Armée[1] ;

Par Alphonse de Neuville:
- 2. Une sape à Champigny (haut. 1,76 m, larg. 2,54 m)[9]
- 3. Mobile et lignard (haut. 0,89 m, larg. 0,92 m)[9]
- 4. Dans un jardin (haut. 3,18 m, larg. 5,80 m)[9]
- 5. Retour offensif (haut. 2,73 m, larg. 1,92 m)[9]
- 6. Embusqués (haut. 1,76 m, larg. 2,54 m)[9]
- 7. Hors de combat (Allemands) (haut. 1,36 m, larg. 2,36 m)[9], fragment pouvant correspondre par ses dimensions et sa représentation au fragment exposé à l'hôtel de ville de Vichy (un des tableaux de la dation Lambert à la ville en 1928)[12]. Ce fragment figure également au catalogue de la vente de 1896 (no 119), sans doute à l'hôtel de ville de Vichy.
- 8. Hors de combat (Mobiles) (haut. 2,40 m, larg. 4,20 m)[9]
- 9. Soldat allemand mort (haut. 1,39 m, larg. 1 m)[9]
- 10. Le Four à chaux (cinquante poméramiens sont faits prisonniers, haut. 5,40 m, larg. 9,16 m)[9],[Note 4]
- 11. Combat de la plâtrière (mort du capitaine-adjudant-major Forest-Defaye, haut. 6,50 m, larg. 7,25 m)[9], au musée national des châteaux de Versailles et de Trianon[13] ;
- 12. Au pied du poteau (haut. 2,90 m, larg. 1,72 m)[9]
- 13. Sac et bidon (haut. 0,96 m, larg. 1,40 m)[9]

Vente de 1892 - Alphonse de Neuville
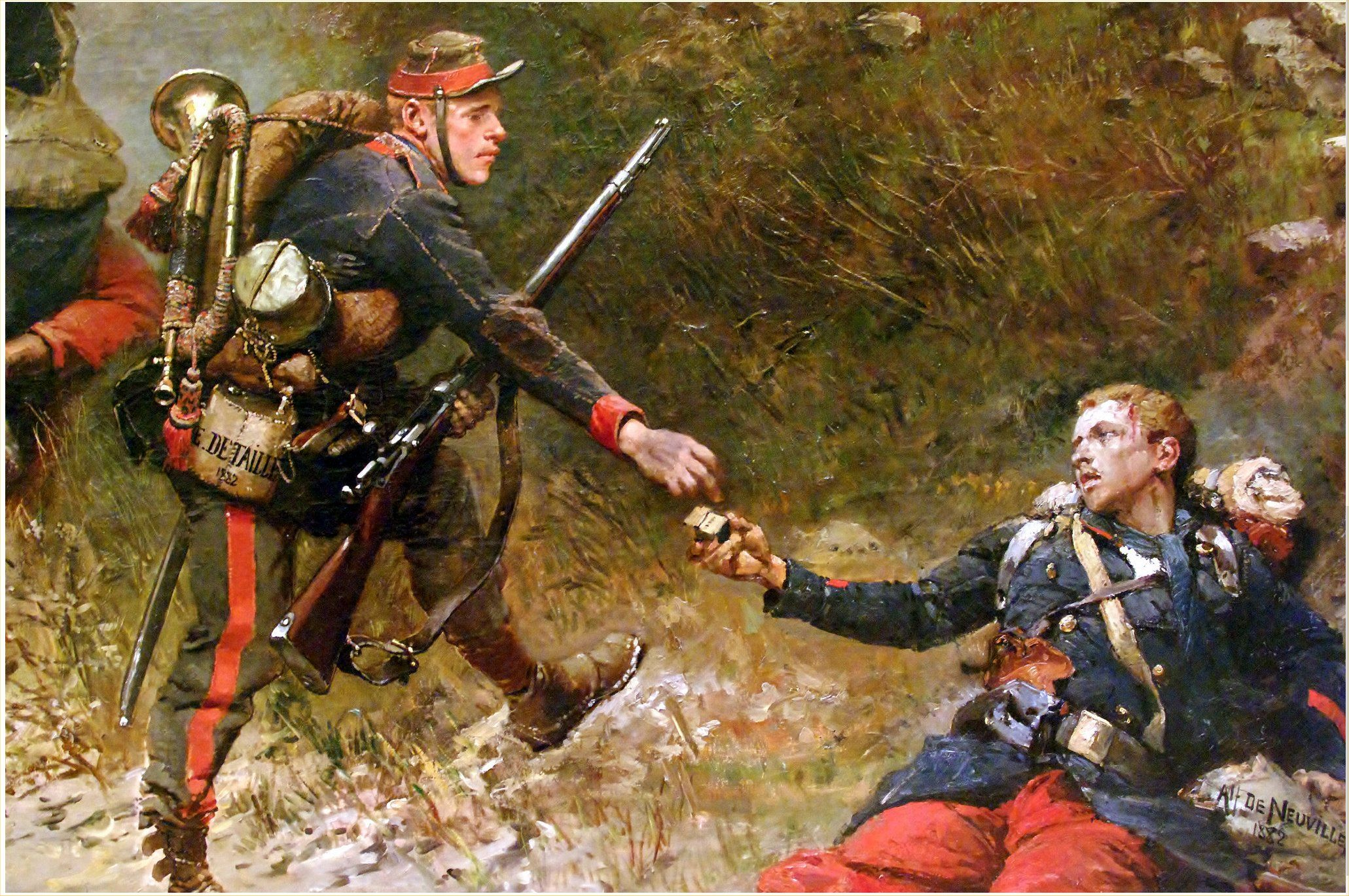
Le fond de la giberne, deux signatures.
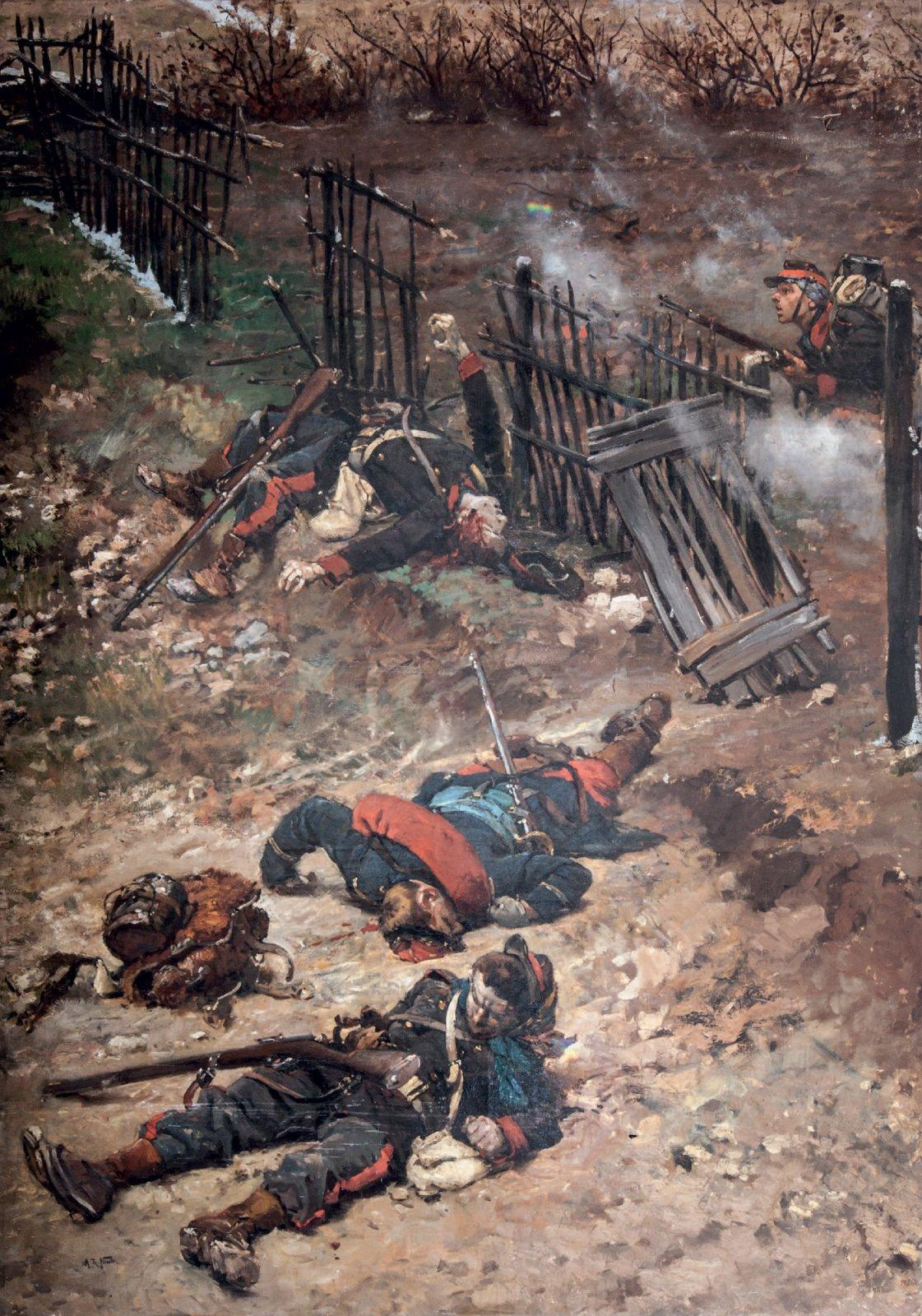
5. Retour offensif, collection privée.
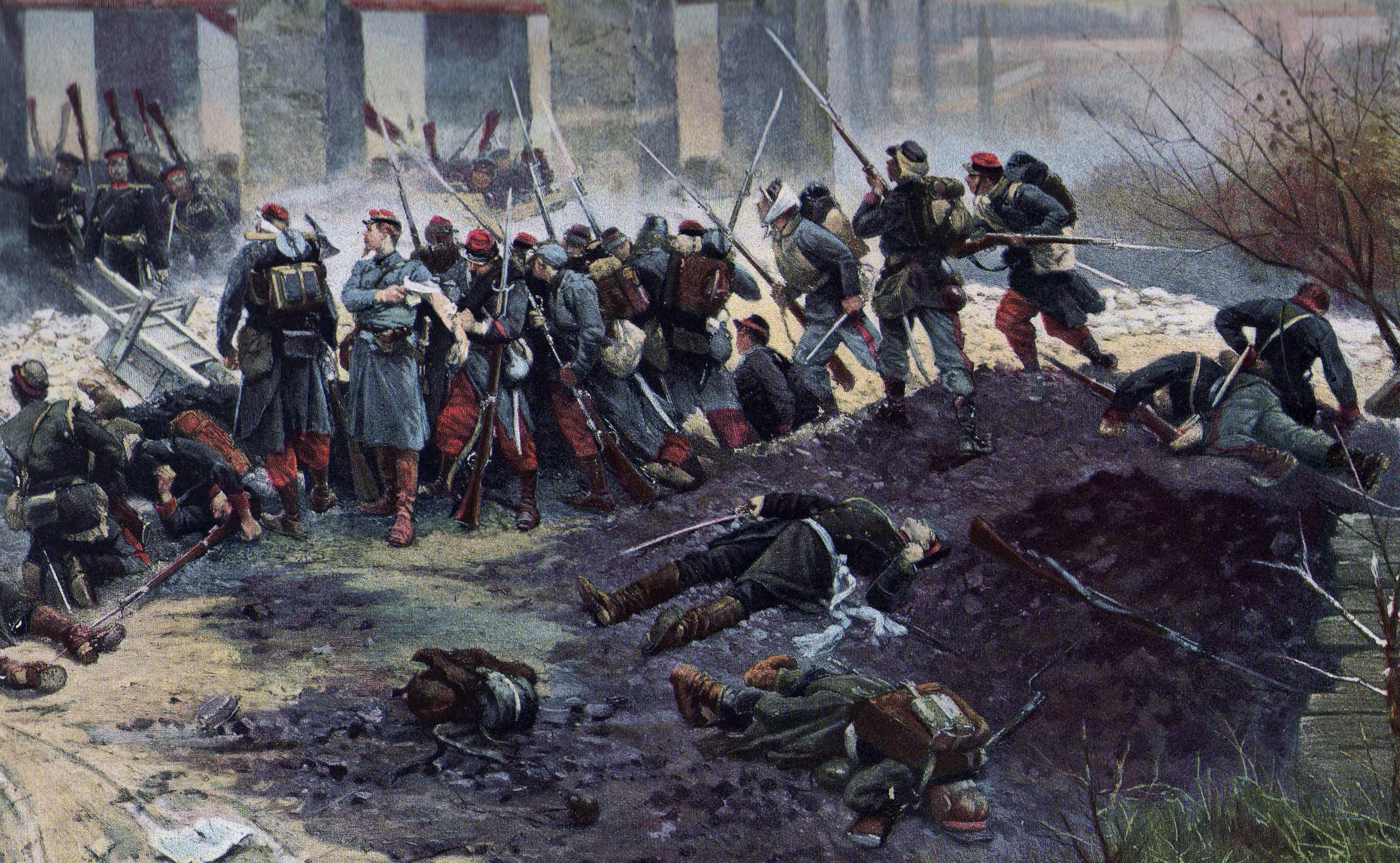
10. Le Four à chaux, détail.

Par Édouard Detaille:
- 14. Dans le chemin creux (haut. 2,70 m, larg. 2,85 m)[9] au musée de l'Armée[14] (le site de la RMN le nomme Fantassins dans un chemin creux et donne une hauteur de 2,00 m)
- 15. Des tirailleurs du 122e repoussent des Poméraniens (haut. 2,86 m, larg. 5,28 m)[9]
- 16. Soldat. (Mobile tué.) (haut. 0,75 m, larg. 1,10 m)[9]
- 17. Allant au feu (No 1.) (haut. 2,32 m, larg. 2,30 m)[9]
- 18. Allant au feu (No 2.) (haut. 2,58 m, larg. 2,21 m)[9]
- 19. Mobiles morts (haut. 1,65 m, larg. 3,30 m)[9]
- 20. Mort du colonel de la Monneraye (haut. 1,36 m, larg. 2,43 m)[9]
- 21. Prisonniers allemands (haut. 3,38 m, larg. 4,54 m)[9]
- 22. Sous le feu de l'ennemi (haut. 1,78 m, larg. 3,80 m)[9]
- 23. Dans le ravin (haut. 1,64 m, larg. 4,60 m)[9], sans doute le fragment au musée des beaux-arts de Nantes (dimensions données par la base Joconde légèrement différentes avec 1,66 m de haut pour 4,57 m de large) mais correspondant à la description du catalogue[15] }
- 24. Les brancardiers (haut. 3,20 m, larg. 4,58 m)[9]
- 25. Allant au feu (No 3.) (haut. 1,60 m, larg. 3,00 m)[9]
- 26. Mobiles de la Côte-d'Or et d'Ille-et-Vilaine, tués (No 1.) (haut. 2,17 m, larg. 2,73 m)[9]
- 27. La Batterie blanche (le général Ducrot, commandant en chef et le général Frébault. Dans l'état-major du général Ducrot : le général Appert, les colonels Warnet et Maillard, le commandant Franchesci.(haut. 2,15 m, larg. 3,25 m)[9]
- 28. Mobiles de la Côte-d'Or et d'Ille-et-Vilaine, tués (No 2.) (haut. 1,36 m, larg. 3,24 m)[9]
- 29. Charrette attelée d'un cheval blanc (haut. 2,53 m, larg. 2,25 m)[9], au musée de la Guerre de 1870 et de l'Annexion à Gravelotte depuis 2016, don du collectionneur américain Christopher Forbes (en)[16] ,[Note 5]
- 30. Les Frères de la doctrine chrétienne relèvent les blessés (haut. 2,00 m, larg. 3,78 m)[9]
- 31. Deux mobiles tués (haut. 1,11 m, larg. 2,60 m)[9], au musée des beaux-arts de Quimper depuis 1895[4]
- 32. Transport de blessés (haut. 2,20 m, larg. 3,86 m)[9]
- 33. Un Mobile, mort (haut. 1,00 m, larg. 2,00 m)[9]

Vente de 1892 - Édouard Detaille
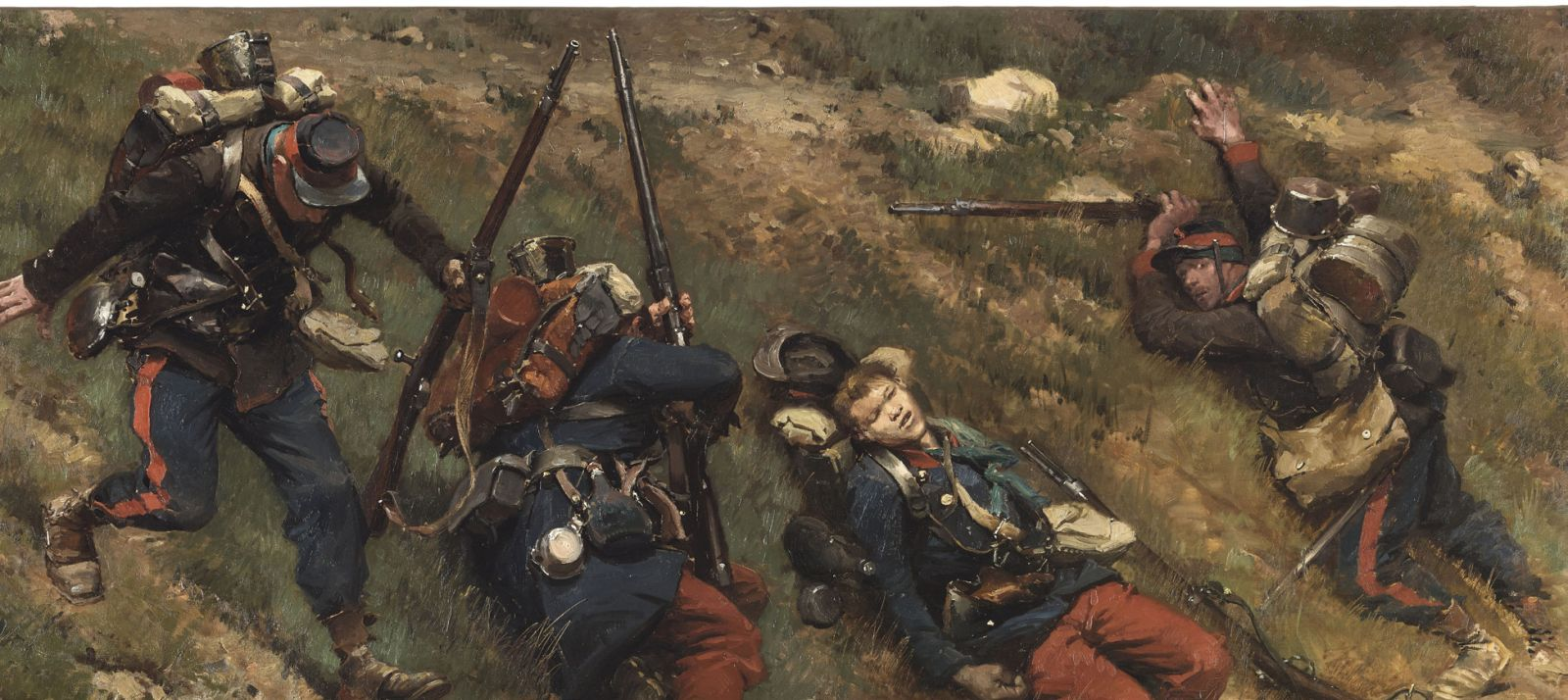
14. Fantassins dans un chemin creux.
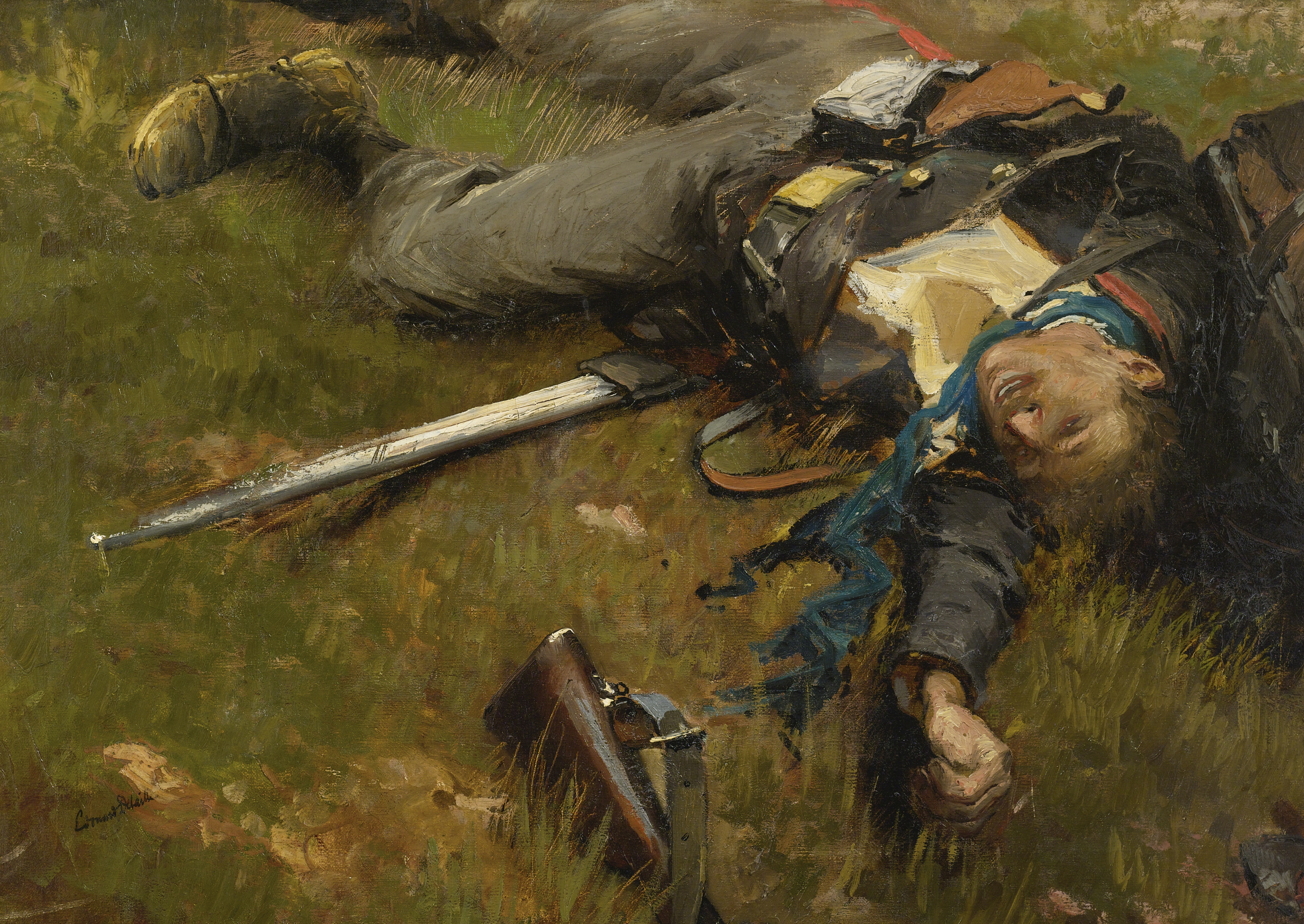
16. Soldat. (Mobile tué), collection privée.
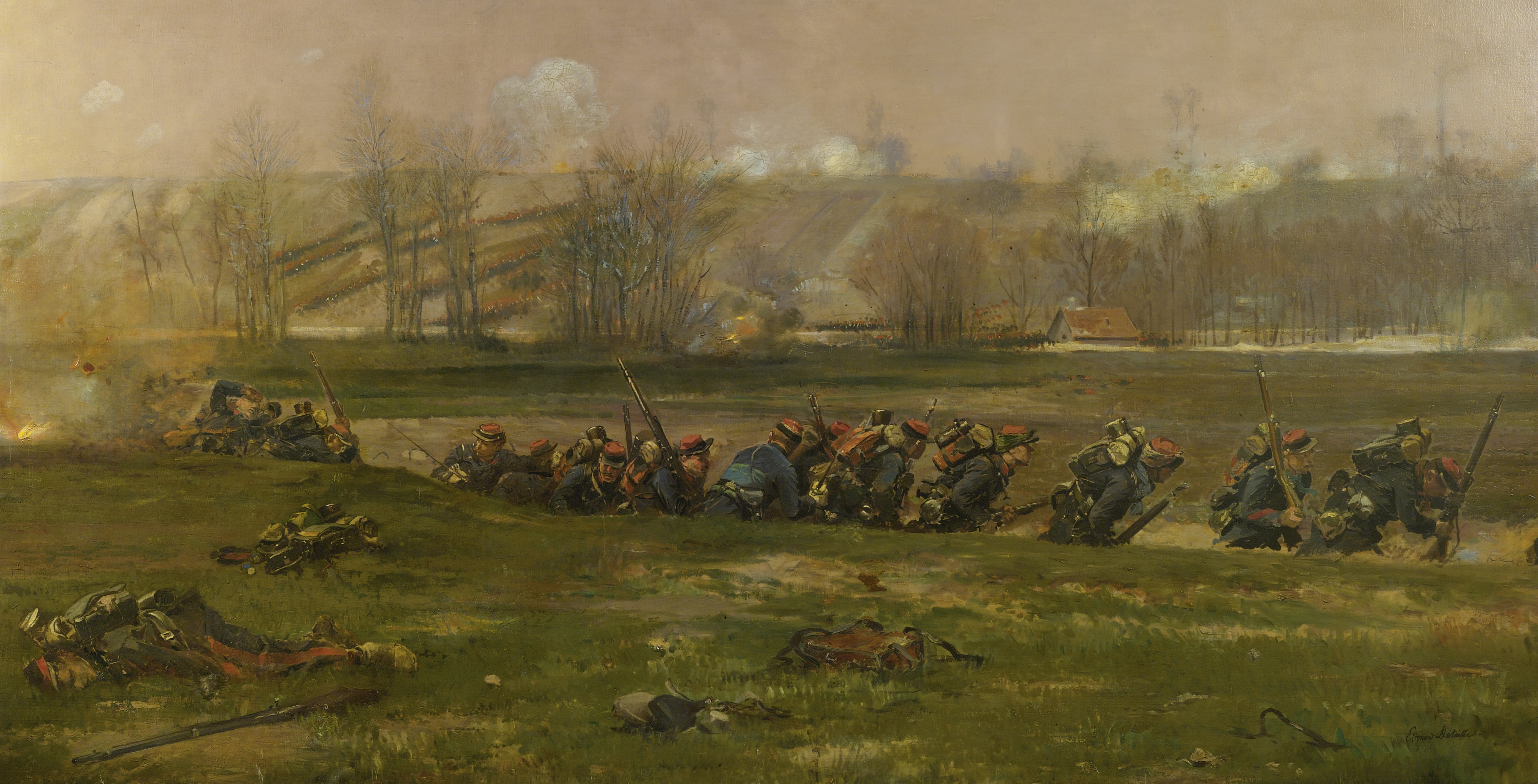
25. Allant au feu (No 3.), collection privée.
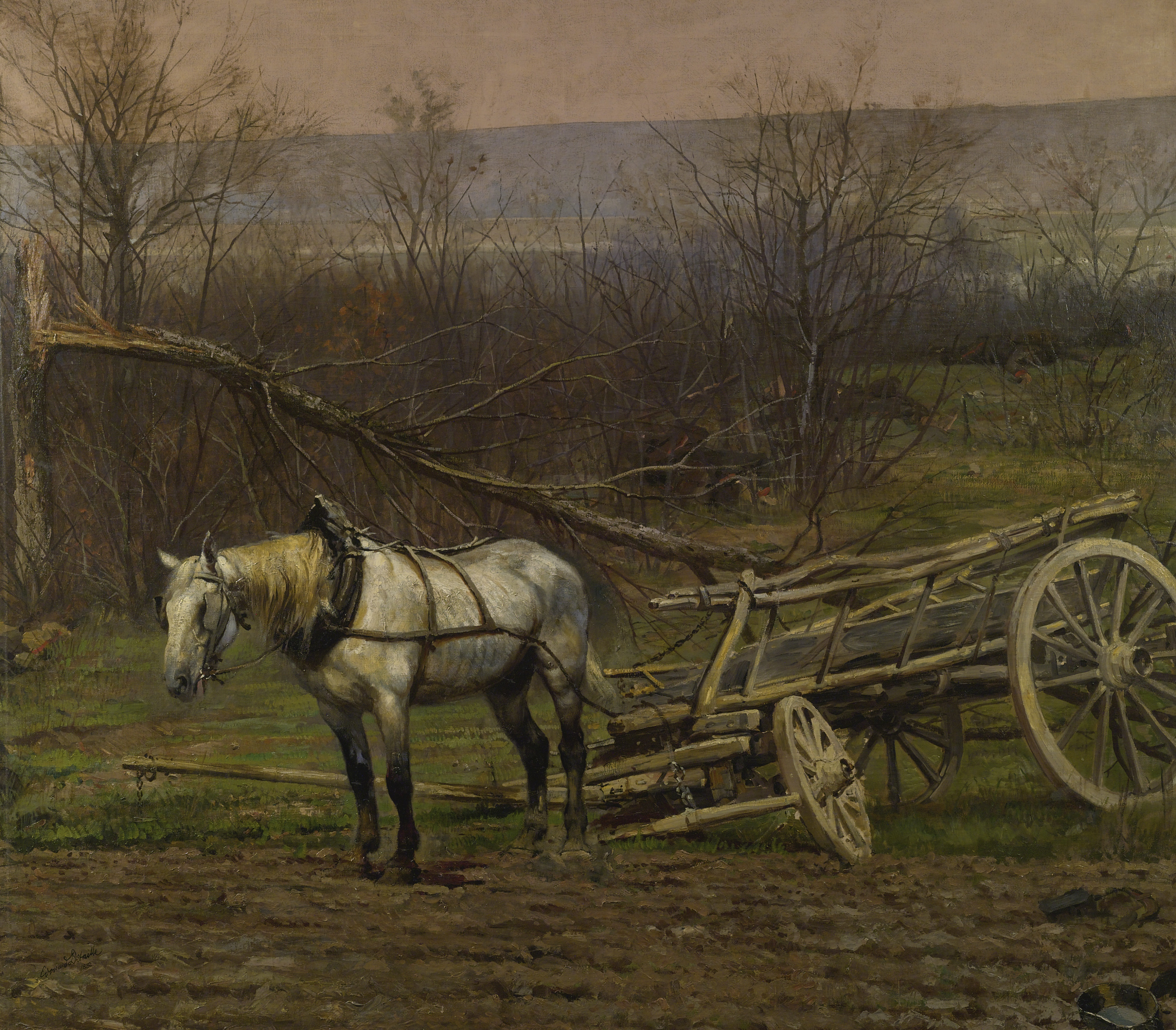
29. Charrette attelée d'un cheval blanc, musée de la Guerre de 1870 et de l'Annexion.
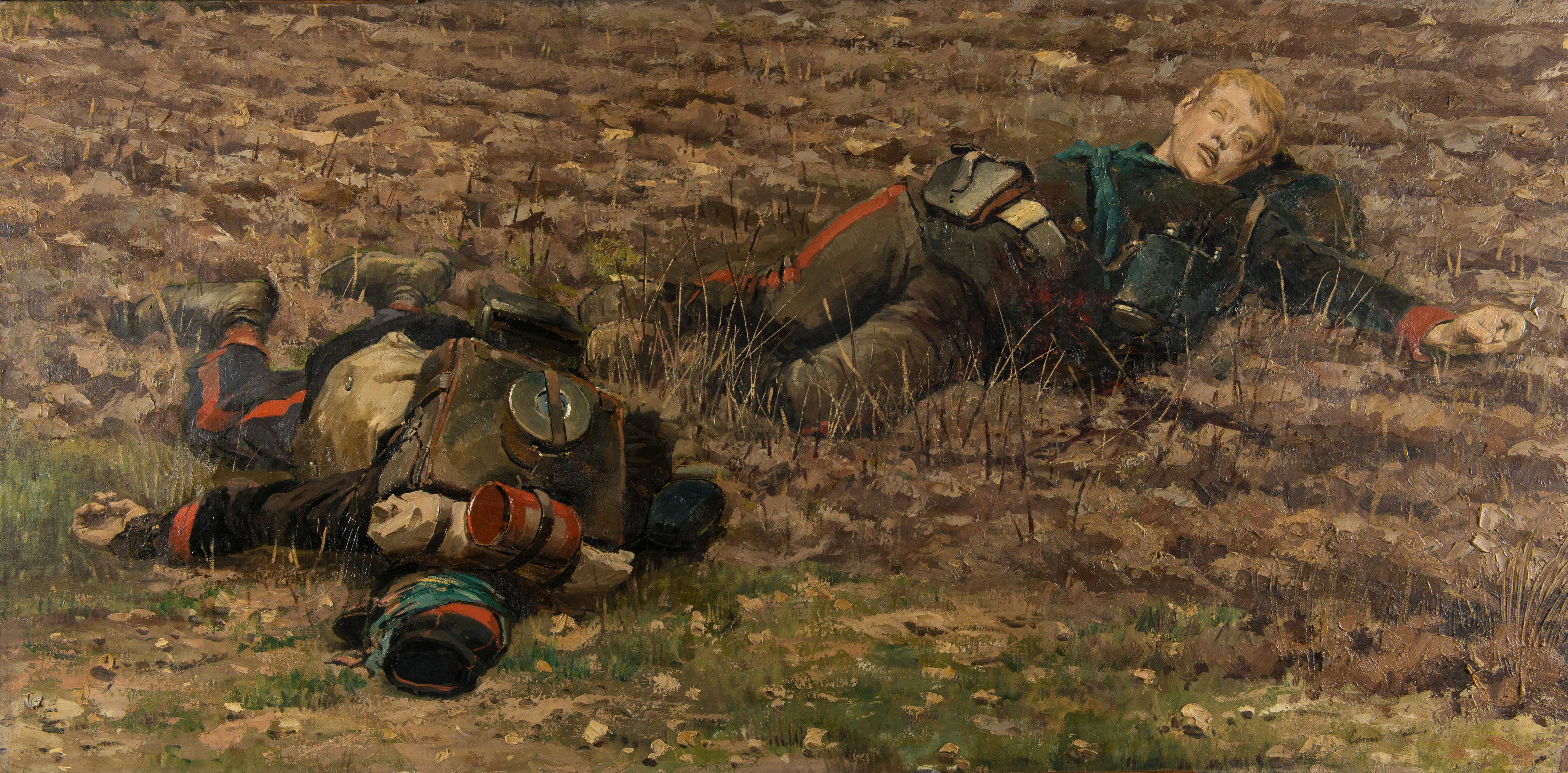
31. Deux mobiles tués, musée des beaux-arts de Quimper.

Paysages :
- 34. Troupes de réserve (haut. 2,70 m, larg. 1,98 m)[9]
- 35. Champigny. (No 1.) (haut. 2,48 m, larg. 1,44 m)[9]
- 36. Champigny. (No 2.) (haut. 2,40 m, larg. 2,75 m)[9]
- 37. Champigny. (No 3.) (haut. 3,14 m, larg. 1,52 m)[9]
- 38. Champigny. (No 4.) (haut. 2,80 m, larg. 2,60 m)[9]
- 39. Dans un bois (haut. 1,90 m, larg. 1,80 m)[9]
- 40. Hauteurs de Cœuilly. (No 1.) (haut. 3,50 m, larg. 1,45 m)[9]
- 41. Hauteurs de Cœuilly. (No 2.) (haut. 3,30 m, larg. 1,45 m)[9]
- 42. Clocher de Champigny. (haut. 3,00 m, larg. 4,10 m)[9]

### Vente de 1896
La numérotation reprend la numérotation du catalogue original lors de la vente du 16 juin 1896 de même que les quelques descriptions. Les numéros avant le 116 correspondent aux fragments du tableau panoramique de la Bataille de Rezonville, vendus lors de la même vente aux enchères.
- 116. Le Fond de la Giberne - Le fantassin blessé (par de Neuville) - Le clairon de mobiles (par Detaille) (haut. 2,93 m, larg. 2,59 m)[10], au musée de l'Armée. Ce fragment figurait déjà en tête du catalogue de la vente de 1892.

Par Alphonse de Neuville
- 117. Mobiles hors de combat (haut. 2,39 m, larg. 2,00 m)[10]
- 118. Embusqués. Allemands. (haut. 2,39 m, larg. 1,95 m)[10]
- 119. Hors de combat. Allemands. (haut. 1,36 m, larg. 2,36 m)[10], fragment déjà au catalogue de la vente en 1892 (no 7).
- 120. Lignards embusqués dans un enclos. (haut. 2,30 m, larg. 1,50 m)[10]
- 121. Dans un jardin (no 1). (haut. 2,20 m, larg. 1,60 m)[10]
- 122. Dans un jardin (no 2). (haut. 2,50 m, larg. 1,95 m)[10]

Par Édouard Detaille
- 123. Un mobile tué; un officier allemand mort près de son cheval expirant. (haut. 1,04 m, larg. 2,65 m)[10] (la base Joconde donne une largeur de 2,64 m), au musée de Grenoble depuis 1896[17], don du général de Beylié[Note 6]
- 124. Lignards et mobiles au feu. (haut. 1,78 m, larg. 1,54 m)[10]
- 125. Des Lignards au feu. À gauche, dans l'angle, le cadavre d'un Allemand. Devant passe un mobile isolé. (haut. 1,66 m, larg. 1,73 m)[10]
- 126. Embusqués derrière un mur. Fantassins de la ligne. (haut. 1,20 m, larg. 1,27 m)[10]
- 127. Des Lignards vont au feu. (haut. 1,55 m, larg. 1,69 m)[10]
- 128. Dans un ravin. Lignards (no 1). (haut. 1,05 m, larg. 1,24 m)[10]
- 129. Dans un ravin. Lignards (no 2). (haut. 1,20 m, larg. 0,97 m)[10]
- 130. Des Frères des Écoles chrétiennes, ambulanciers. (haut. 1,90 m, larg. 2,12 m)[10]
- 131. Transport de blessés. (Au fond, des Frères des Écoles chrétiennes, brancardiers. haut. 1,74 m, larg. 1,10 m)[10]
- 132. Brancardier. Soldat de la ligne. (haut. 1,80 m, larg. 1,20 m)[10]. Ce fragment était en vente chez Artcurial en 2013 (intitulé légèrement différent sur leur site avec Brancardier et soldat de la ligne et pour dimensions, une même hauteur de 1,80 m mais une largeur plus importante de 2,20 m)[8]
- 133. Mobiles conduisant des mulets d'ambulance. (haut. 1,20 m, larg. 1,58 m)[10]
- 134. Brancardiers de la ligne. (haut. 0,74 m, larg. 1,12 m)[10]
- 135. On relève un blessé. (Un mulet portant un cacolet, tenu par un mobile. haut. 2,02 m, larg. 1,59 m)[10], acquis par le musée d'Orsay en 1985 et en dépôt au musée Anne-de-Beaujeu à Moulins depuis 2017[5] (le musée d'Orsay donne pour dimensions la même hauteur de 2,02 m mais une largeur de 1,50 m)
- 136. Au pied du poteau. (haut. 1,60 m, larg. 2,06 m)[10]
- 137. Sous le feu de l'ennemi. (haut. 1,40 m, larg. 2,12 m)[10]
- 138. Brancardiers. (Au fond, par une brèche ouverte dans un mur, on transporte les blessés. haut. 1,60 m, larg. 1,28 m)[10]
- 139. Un Officier de la ligne, passant.  (haut. 0,68 m, larg. 0,92 m)[10]

Vente de 1896
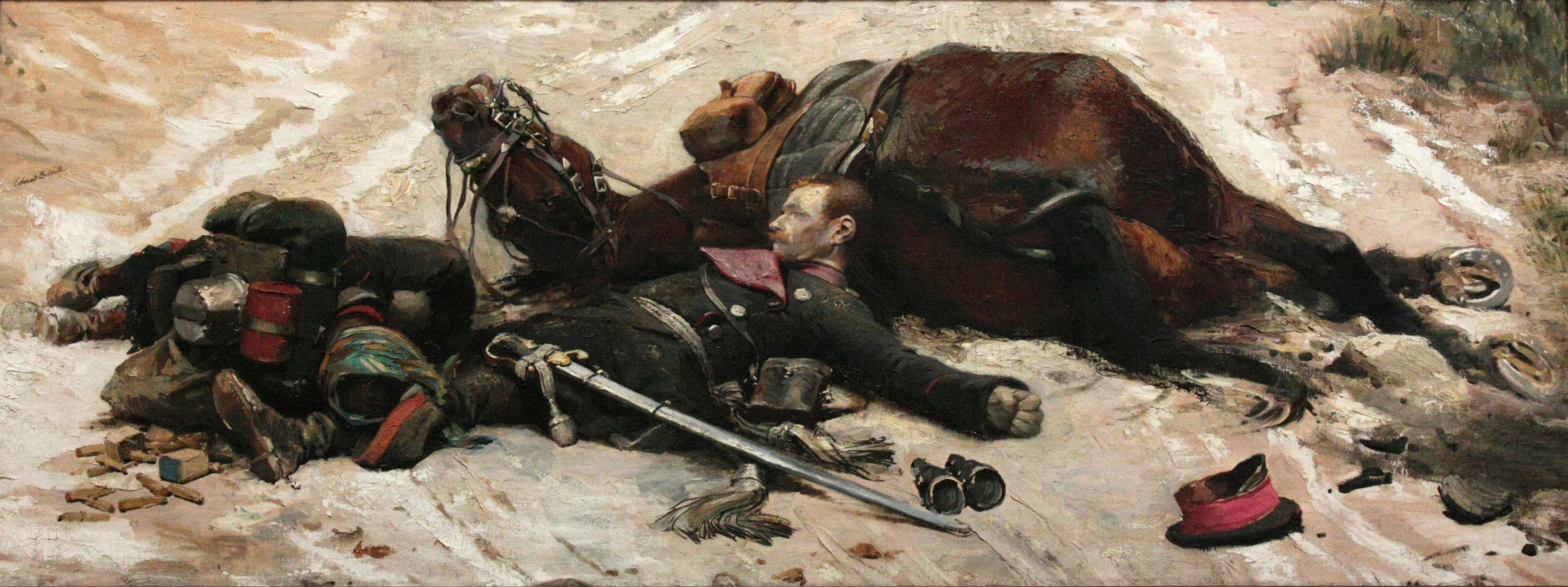
123. Un mobile tué, musée de Grenoble.
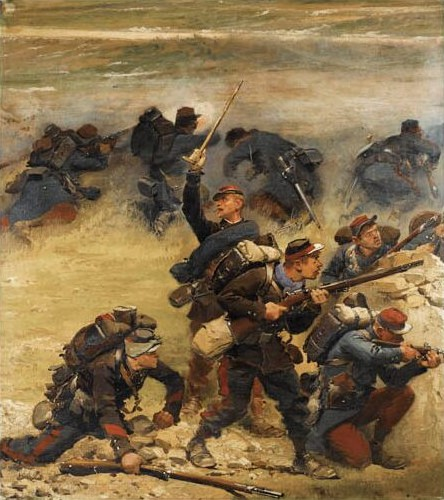
124. Lignards et mobiles au feu, collection privée.
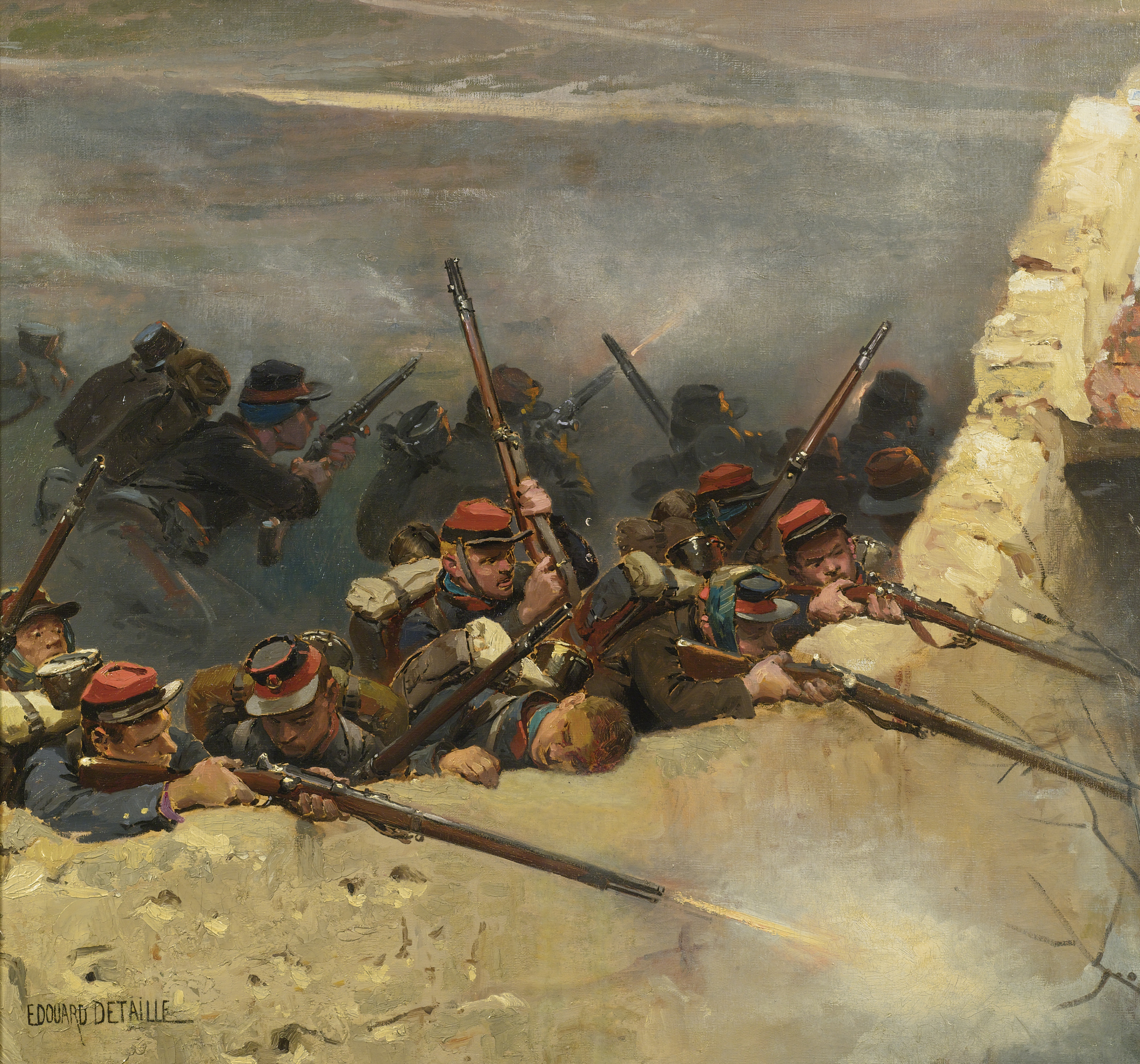
126. Embusqués derrière un mur. Fantassins de la ligne., collection privée.
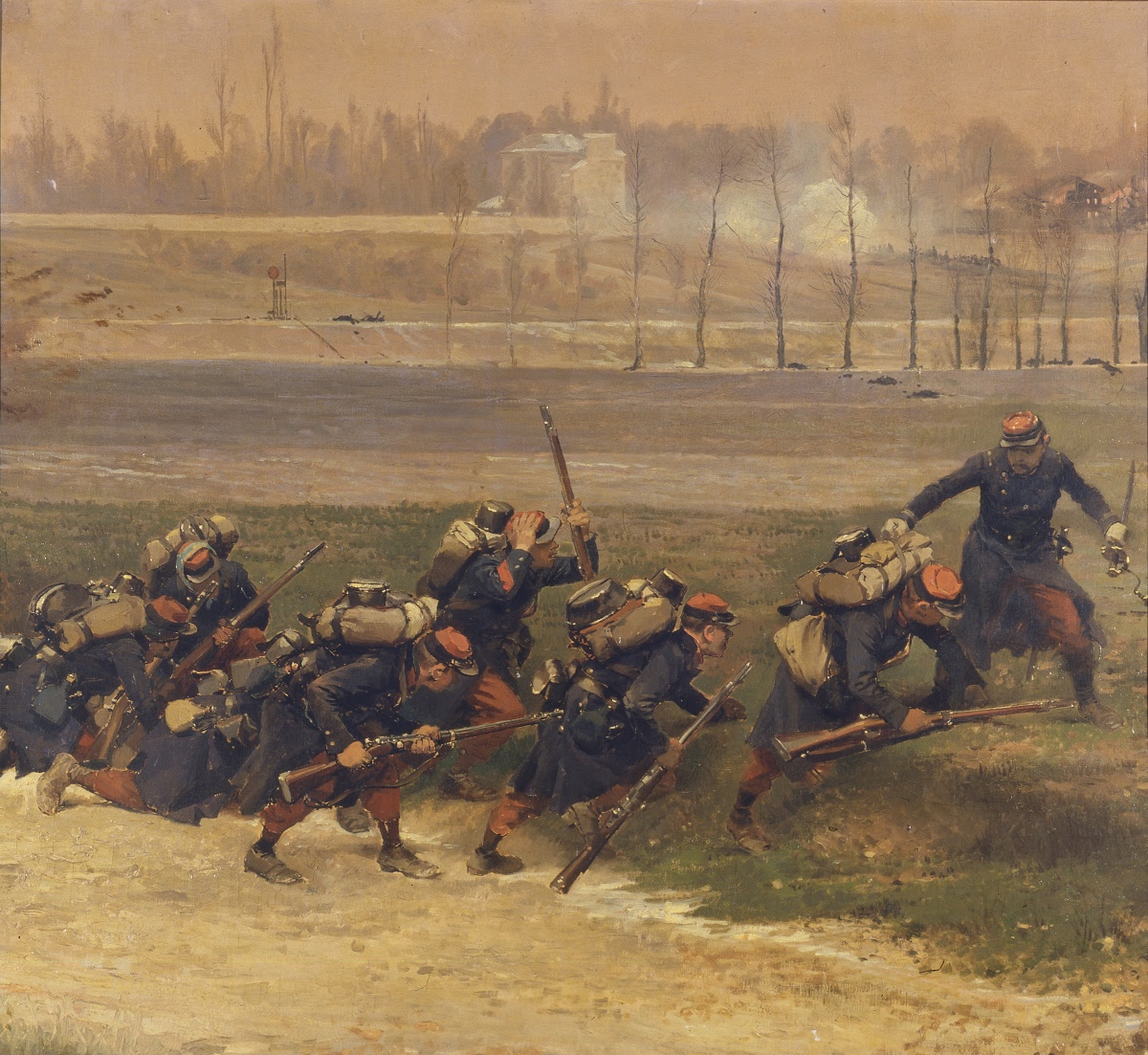
127. Des Lignards vont au feu, musée municipal de Saint-Germain-en-Laye.
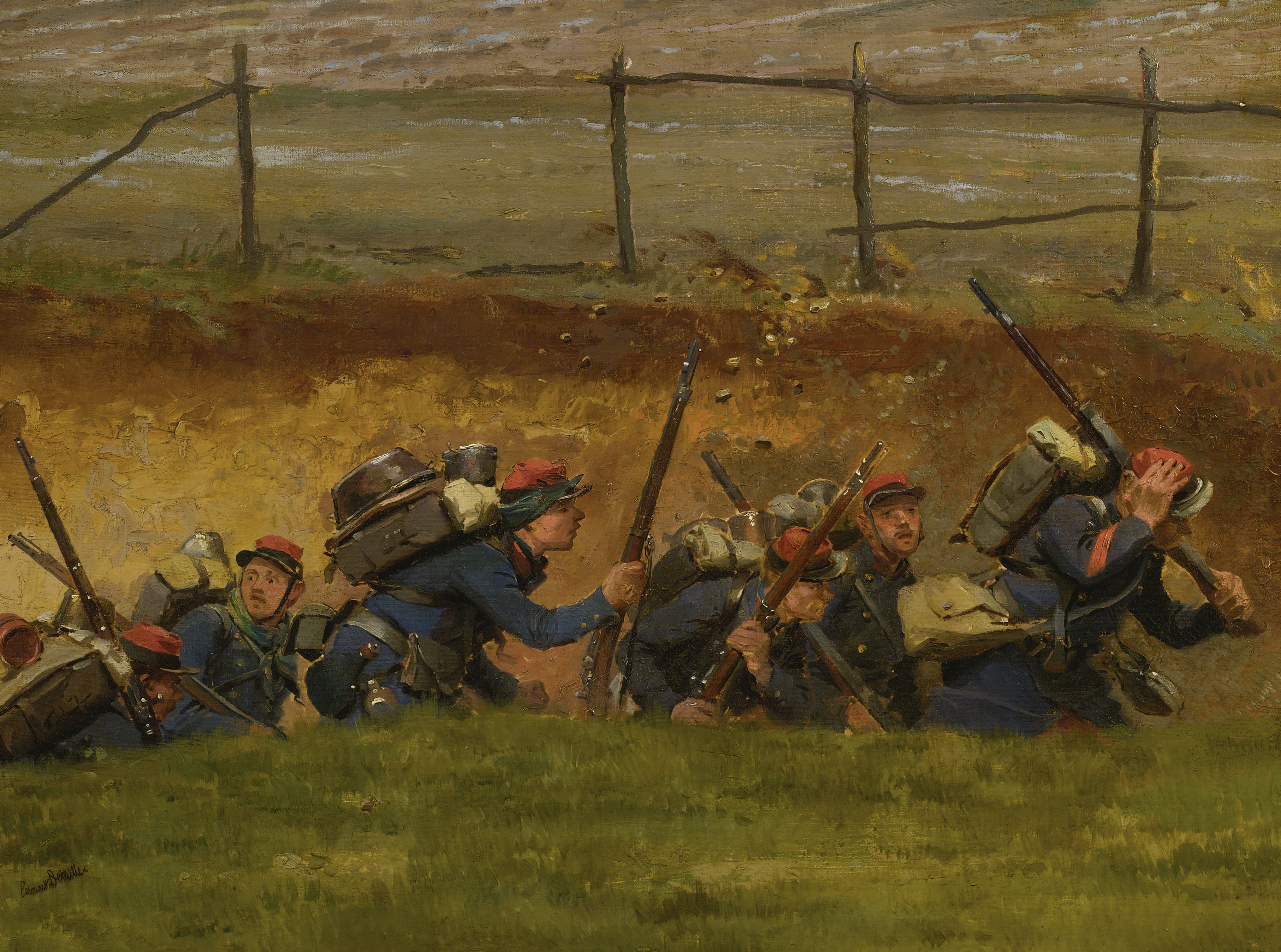
128. Dans un ravin. Lignards (no 1), collection privée.
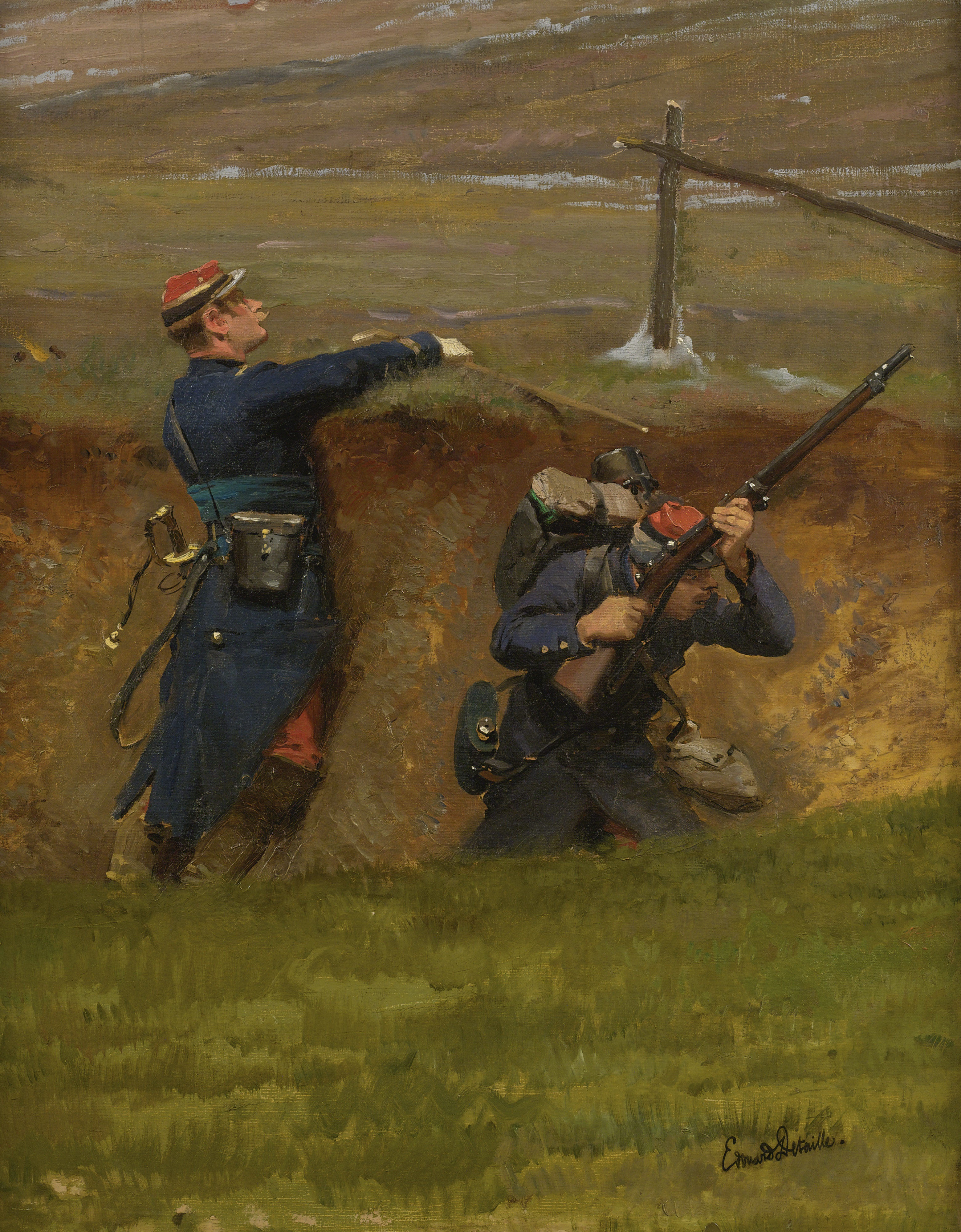
129. Dans un ravin. Lignards (no 2), collection privée.
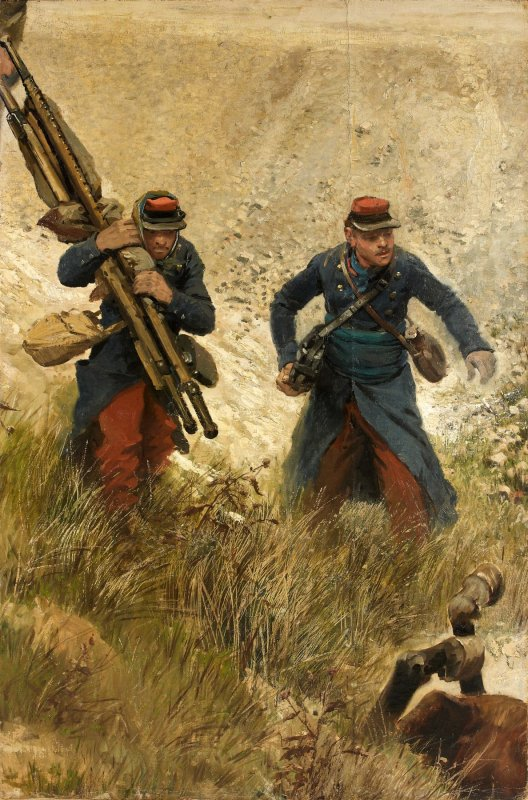
132. Brancardier. Soldat de la ligne., collection privée.
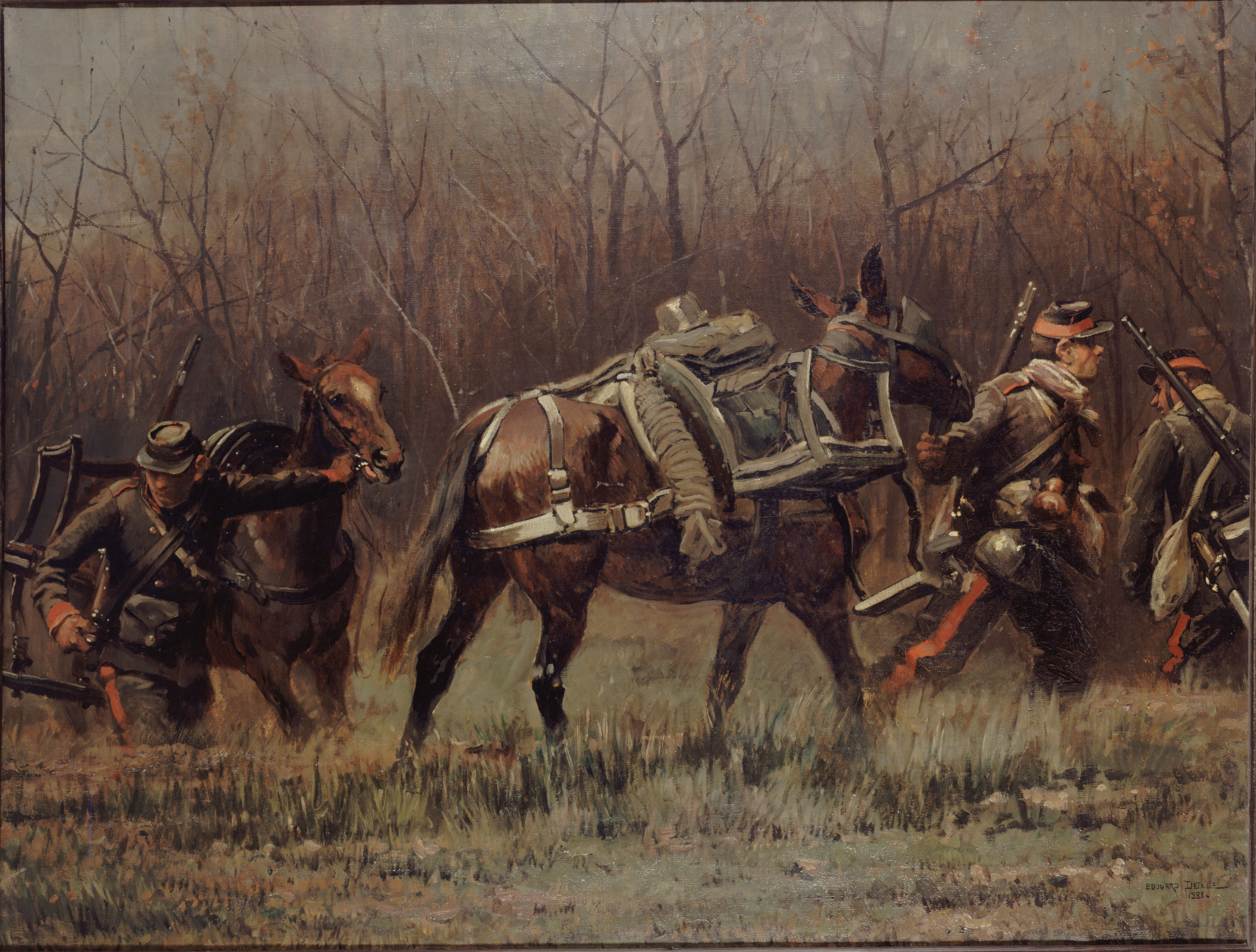
133. Mobiles conduisant des mulets d'ambulance, musée Carnavalet.
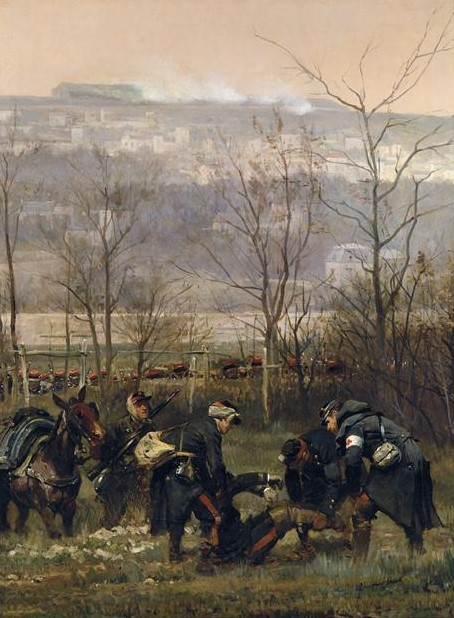
135. On relève un blessé, musée d'Orsay.
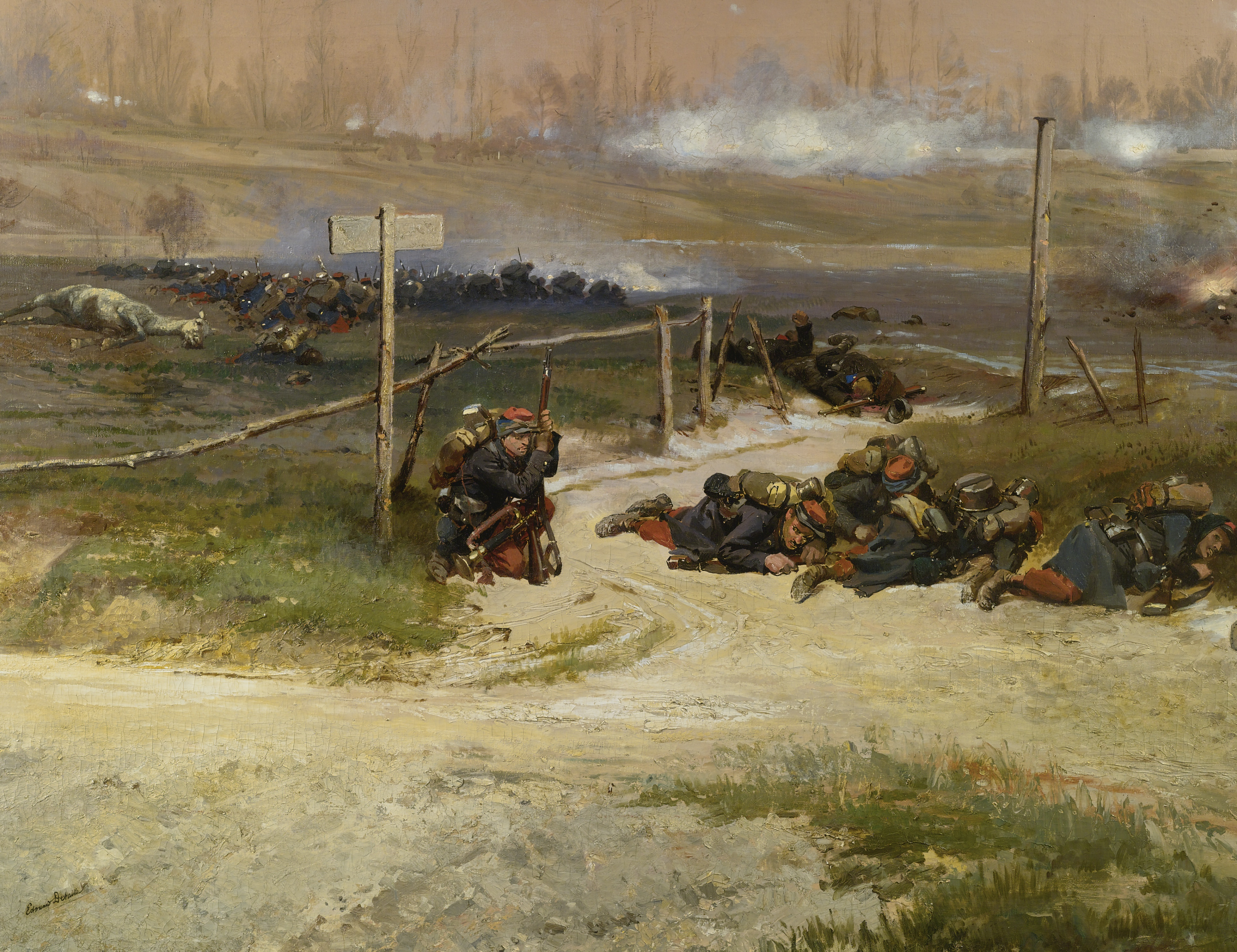
136. Au pied du poteau, collection privée.